# Модесто
Модесто (англ. Modesto) — місто (англ. city) в США, в окрузі Станіслаус штату Каліфорнія. Населення — 218 464 особи (2020).

## Географія
Модесто розташоване за координатами 37°39′39″ пн. ш. 120°59′21″ зх. д. / 37.66083° пн. ш. 120.98917° зх. д. (37.660909, -120.989052).  За даними Бюро перепису населення США в 2010 році місто мало площу 96,07 км², з яких 95,49 км² — суходіл та 0,58 км² — водойми. В 2017 році площа становила 116,05 км², з яких 111,28 км² — суходіл та 4,77 км² — водойми.

### Клімат
| Клімат : Модесто        | Клімат : Модесто | Клімат : Модесто | Клімат : Модесто | Клімат : Модесто | Клімат : Модесто | Клімат : Модесто | Клімат : Модесто | Клімат : Модесто | Клімат : Модесто | Клімат : Модесто | Клімат : Модесто | Клімат : Модесто | Клімат : Модесто |
| Показник                | Січ.             | Лют.             | Бер.             | Квіт.            | Трав.            | Черв.            | Лип.             | Серп.            | Вер.             | Жовт.            | Лист.            | Груд.            | Рік              |
| Абсолютний максимум, °C | 23,9             | 26,7             | 31,7             | 37,8             | 41,7             | 44,4             | 45,0             | 42,2             | 41,1             | 38,3             | 31,1             | 23,9             | 45,0             |
| Середній максимум, °C   | 13,0             | 17,1             | 20,4             | 23,7             | 28,3             | 32,2             | 35,1             | 34,2             | 31,7             | 26,1             | 18,6             | 13,1             | 24,4             |
| Середній мінімум, °C    | 4,5              | 6,2              | 7,9              | 9,6              | 12,7             | 15,4             | 17,3             | 16,8             | 15,1             | 11,4             | 7,1              | 4,3              | 10,7             |
| Абсолютний мінімум, °C  | −7,8             | −4,4             | −2,8             | −1,1             | 0,0              | 3,9              | 7,8              | 7,8              | 4,4              | −1,7             | −3,9             | −7,8             | −7,8             |
| Норма опадів, мм        | 66               | 60               | 52               | 25               | 16               | 3                | 0                | 1                | 7                | 17               | 35               | 52               | 335              |
| ----------------------- | ---------------- | ---------------- | ---------------- | ---------------- | ---------------- | ---------------- | ---------------- | ---------------- | ---------------- | ---------------- | ---------------- | ---------------- | ---------------- |
| Джерело: NOAA           |                  |                  |                  |                  |                  |                  |                  |                  |                  |                  |                  |                  |                  |

## Демографія
Згідно з переписом 2010 року, у місті мешкало 201 165 осіб у 69 107 домогосподарствах у складі 48 908 родин. Густота населення становила 2094 особи/км².  Було 75044 помешкання (781/км²).
Расовий склад населення:
| - 65,0 % — білих - 6,7 % — азіатів - 4,2 % — чорних або афроамериканців - 1,2 % — корінних американців - 1,0 % — вихідців з тихоокеанських островів - 15,5 % — осіб інших рас |

До двох чи більше рас належало 6,3 %. Частка іспаномовних становила 35,5 % від усіх жителів.
За віковим діапазоном населення розподілялося таким чином: 26,8 % — особи молодші 18 років, 61,5 % — особи у віці 18—64 років, 11,7 % — особи у віці 65 років та старші. Медіана віку мешканця становила 34,2 року. На 100 осіб жіночої статі у місті припадало 95,0 чоловіків;  на 100 жінок у віці від 18 років та старших — 91,5 чоловіків також старших 18 років.
Середній дохід на одне домашнє господарство  становив 65 080 доларів США (медіана — 48 577), а середній дохід на одну сім'ю — 72 215 доларів (медіана — 55 674). Медіана доходів становила 47 919 доларів для чоловіків та 39 262 долари для жінок. За межею бідності перебувало 20,5 % осіб, у тому числі 29,0 % дітей у віці до 18 років та 11,3 % осіб у віці 65 років та старших.
Цивільне працевлаштоване населення становило 82 547 осіб. Основні галузі зайнятості: освіта, охорона здоров'я та соціальна допомога — 23,8 %, роздрібна торгівля — 14,5 %, виробництво — 11,0 %, науковці, спеціалісти, менеджери — 9,3 %.

## Відомі люди
- Кріс «Флойд» Зайґер (англ. Chris «Floyd» Zaiger; нар. 26 квітня 1926 — пом. 2 червня 2020) — американський селекціонер та помолог
- Джордж Лукас (* 1944) — американський кінорежисер, сценарист та продюсер.
- Боаз Майгілл (* 1982) — валлійський футболіст.

## Міста-побратими
- Вернон (англ. Vernon), Британська Колумбія, Канада
- Віджаявада (тел. విజయవాడ, англ. Bezawada), Індія
- Куруме (яп. 久留 米 市), Японія
- Хмельницький, Україна